# Gedida
Albums de Natacha Atlas
Halim
(1997) The Remix Collection
(2000)
Singles
1. Mon amie la rose
Sortie : 1998
2. Mistaneek
Sortie : 1999
3. Bastet
Sortie : 1999
4. One Brief Moment
Sortie : 1999

Gedida est le troisième album studio de Natacha Atlas, sorti le 9 mars 1999.
En France, l'album a été classé à la 19e place des charts.

## Liste des titres
| No  | Titre              | Auteur                                 | Durée |
| --- | ------------------ | -------------------------------------- | ----- |
| 1.  | Mon amie la rose   | Cécile Caulier, Jacques Lacombe        | 4:47  |
| 2.  | Aqaba              | Natacha Atlas, Hamid Mantu, Tim Whelan | 4:37  |
| 3.  | Mistaneek          | Natacha Atlas, Hamid Mantu, Tim Whelan | 4:15  |
| 4.  | Bahlam             | Natacha Atlas, Hamid Mantu, Tim Whelan | 4:32  |
| 5.  | Ezzay              | Natacha Atlas, Hamid Mantu, Tim Whelan | 5:18  |
| 6.  | Bastet             | Natacha Atlas, Hamid Mantu, Tim Whelan | 6:17  |
| 7.  | The Righteous Path | Natacha Atlas, Hamid Mantu, Tim Whelan | 6:48  |
| 8.  | Mahlabeya          | Natacha Atlas, Hamid Mantu, Tim Whelan | 3:29  |
| 9.  | Bilaadi            | Natacha Atlas, Hamid Mantu, Tim Whelan | 6:18  |
| 10. | Kifaya             | Natacha Atlas, Hamid Mantu, Tim Whelan | 8:59  |
| 11. | One Brief Moment   | Natacha Atlas, David Arnold            | 5:27  |